# Фронт (Италия)
Фронт (итал. Front) — коммуна в Италии, располагается в регионе Пьемонт, в провинции Турин.
Население составляет 1626 человек (2008 г.), плотность населения составляет 163 чел./км². Занимает площадь 10 км². Почтовый индекс — 10070. Телефонный код — 011.
Покровительницей коммуны почитается святая равноапостольная Мария Магдалина, празднование 22 июля.

## Демография
Динамика населения:

## Администрация коммуны
- Телефон: 119251510
- Официальный сайт: http://www.comune.front.to.it/